# Царева чесма
43° 10′ 49″ С; 22° 40′ 56″ И / 43.180244° С; 22.682333° ИЦарева чесма (Царев кладенац, Царевица) налази се испод Планинарског дома код Пирота, на старом путу за Горњи Висок.

## Подизање чесме
По народном предању, чесму су подигли становници оближњих села у 14. веку. Наиме, предање говори да је српска војска на челу са Душаном након битке код Велбужда прошла кроз Висок. Рањени и исцрпљени војници пронашли су предах на извору недалеко од данашњег Планинарског дома, где су се неколико дана опорављали помогнути од становништва околних села. Када је Душан отишао с војском, народ је на месту где је војска логоровала подигао лепу чесму од камена с хладном и чистом водом, као спомен на Душанов боравак и назвао је „Царева чесма”.
Царева чесма налази се крај старог пута за Горњи Висок који је био у употреби до краја четрдесетих година 20. века. Тада је акцијама Омладинских радних бригада просечена нова деоница на овом путном правцу која се и данас користи.
Преко пута чесме, с друге стране пута, налазе се велика камена корита за појење стоке.

## Злочини окупатора у Другом светском рату
Маја 1944. године, бугарски ратни злочинац Љубен Стојанов је код Цареве чесме ликвидирао групу недужних цивила из села Рсовци, који су пошли у Пирот носећи обавезни откуп бугарским властима.